# ベシフロキサシン
ベシフロキサシン（英：besifloxacin（INN/USAN））は第四世代フルオロキノロン系抗生物質である。販売されている化合物はベシフロキサシン塩酸塩である。エスエス製薬により開発され、SS734に指定された。エスエス製薬は2000年にInSite Vision Incorporated（OTC Pink: INSV）にSS734の眼科用に米国およびヨーロッパでの権利を販売した。InSite Visionは目薬（ISV-403）を開発し、予備臨床試験を行った後、2003年にボシュロムに製品と全権利を売却した。
2009年5月29日に米国食品医薬品局（FDA）により承認され、Besivanceの商品名で販売された。

## 薬物動態学
ベシフロキサシンはフルオロキノロン系抗生物質で、in vitroではグラム陽性菌およびグラム陰性菌の眼科病原体に対して幅広いスペクトルを示す：例としてCorynebacterium pseudodiphtheriticum、Moraxella lacunata、黄色ブドウ球菌、Staphylococcus epidermidis、Staphylococcus hominis、Streptococcus mitis、Streptococcus oralis、Streptococcus pneumoniae、唾液レンサ球菌などである。
ベシフロキサシンは、in vitroで炎症誘発性サイトカインの産生を阻害することが分かっている。ベシフロキサシンの作用機序は、細菌のDNA合成と複製に必須の2つの酵素、すなわち細菌のDNAジャイレースとトポイソメラーゼIVを阻害することである。臨床試験では、ベシフロキサシンの5日後の病原菌除去効果は91%であるのに対し、プラセボ群では60%だった。しかし、細菌の存在は結膜炎の原因のひとつに過ぎず、このことは必ずしも症状の改善と相関するものではなかった。

## 医療用
ベシフロキサシンは、感受性細菌による細菌性結膜炎の治療 、白内障治療のためのレーザー治療を受ける患者の感染性合併症の予防に適応がある。小児、成人、高齢者への使用が承認されており、1歳以上からの有効性と安全性が臨床的に証明されている。
ベシフロキサシンは0.6%の眼科用懸濁液として使用可能であり、投与は年齢や状態を問わず、1日3回、4 - 12時間間隔で7日間である。

## 副作用
治療中で最も多く報告された眼の副作用は結膜の充血だった（患者の約2%）。報告されたその他の可能性のある副作用は、霧視、眼痛、眼の刺激、眼の痒み、頭痛だった。